# 奥古斯塔皇后湾

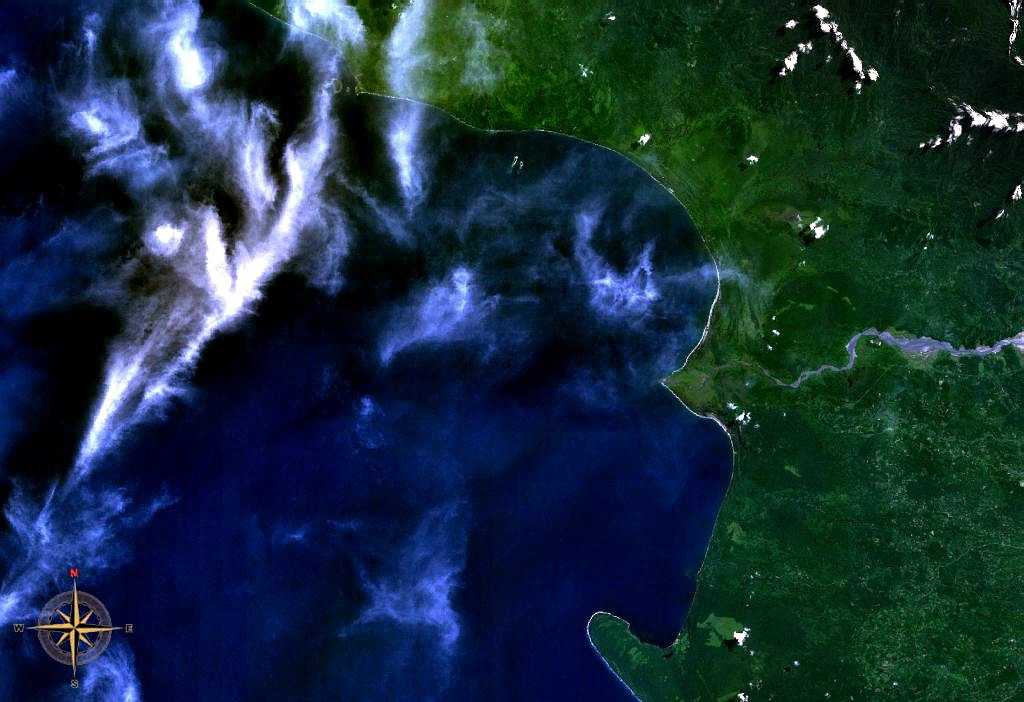
奥古斯塔皇后湾卫星图

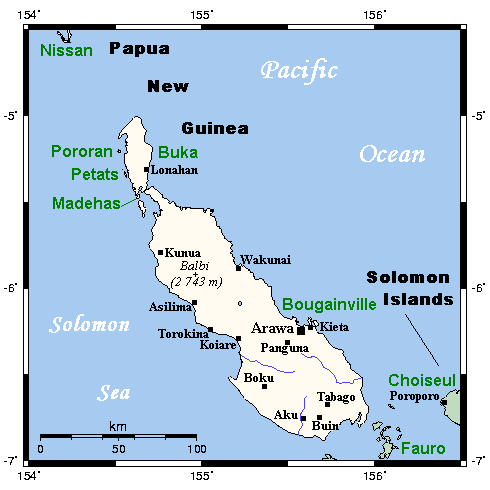
布干维尔岛地图，其西部的大海湾为奥古斯塔皇后湾

奥古斯塔皇后湾（英語：Empress Augusta Bay）是位于巴布亚新几内亚布干维尔岛西部的大海湾。是当地居民主要的渔场。

## 历史
奥古斯塔皇后湾得名于德国皇帝威廉二世的皇后奥古斯塔·维多莉亚。
太平洋战争中的1943年11月2日，在此处发生了奧古斯塔皇后灣海戰。
1970年代至1980年代之间，因由力拓集团所开采的世界最大的铜矿潘古纳铜矿的采掘，奥古斯塔皇后湾遭到了严重的污染。1989-1997年间，因为该问题导致成立的布干维尔革命军和巴布亚新几内亚政府之间爆发了长达十余年的内战。